# Margarodes morrisoni
Margarodes morrisoni är en insektsart som beskrevs av Mcdaniel 1965. Margarodes morrisoni ingår i släktet Margarodes och familjen pärlsköldlöss. Inga underarter finns listade i Catalogue of Life.